# مثلثات قطرب

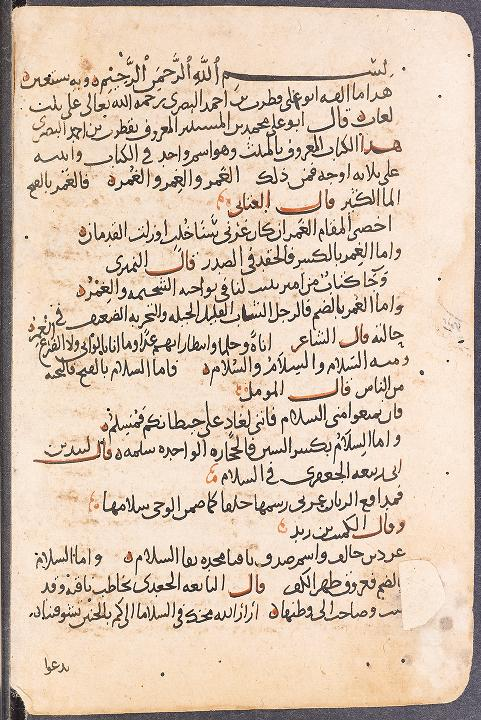
الصفحة الأولى من كتاب المثلث لقطرب

مثلثات قُطرُب أو نُظُم مثلث قُطرُب منظومات تعتمد فكرتها على الجمع بين ثلاث كلمات في مقاطع مسلسلة (مثلثات)، يتغيّر معنى الكلمة فيها بتغيّر تشكيل حرف واحد، بدأً بالفتح ثم الكسر ثم الضم، فهي تقوم على دراسة لغوية دلالية للمفردات التي تتفق في البناء الصرفي من حيث ترتيب الحروف ولكن تختلف في حركاتها. سميّت مثلثات لأنها تجمع كل ثلاث كلمات في مجموعة، تتغير معانيها حسب حركاتها.
وضعها أبو علي محمد بن المستنير المعروف بقُطرُب فسميت باسمه، فكان هو أول من ألّف في هذا المجال، فقد ألف فيها كتيبًا اشتمل على اثنتين وثلاثين مفردة مثلّثة، بدأ فيها بمجموعة (الغَمْرُ، الغِمْرُ، الغُمْرُ)، وانتهى بمجموعة (الصَّلُّ، الصِّلُّ، الصُّلُّ)، رتبها ترتيبا تصاعديا بدءًا من أخفّ الحركات، وهي الفتحة وانتهاء بأثقلها وهي الضمة، ثم يستشهد على المفردة بأحد الشواهد من القرآن أو الحديث أو الشعر أو كلام العرب،
وقد تبِع قطرب غيره كالبطليوسي والخطيب والبلنسي بمؤلفات فاقته من حيث عدد الكلمات المدروسة وتنوعها.

## أمثلة
- الغَمْرُ والغِمْرُ والغُمْرُ.
- فأمّا الغَمْرُ فمعناها: الماء الكثير.
- وأمّا الغِمْرُ فمعناها: الحقد في الصدر، ومنه الحديث: «لا تجوز شهادة ذي الغِمْر على أخيه·»
- وأمّا الغُمْر فهو الرجل الذي لم يجرّب الأمور، الضعيف في حالاته.

## نظم المثلثات
ألف قطرب مثلثاته نثرا، وبعده جاء ابن زريق الذي نظمها في منظومة مثلثات قطرب، ضمنها شرح المفردات.

## مقاطع من المثلثات
لفظ (أمة)
فأمَّ قلبي أمَّةْ ~ عند زوال الإمةْ
فاستمعوا يا اُمة ~ بحقكم ما حل بي
بالفتح شيب الرأسِ ~ والكسر ضدُ البأس
والضمِ جمعُ الناسِ ~ من عجَمٍ أو عربِ
2 ـ لفظ (جد)
عالٍ رفيعُ الجَدِّ ~ أفعالهُ بالجـِدِ
لقيتـُه بالجُدِ ~ كالمعطـَّلِ المخرَّبِ
بفتحها أبُ الأبِ ~ والكسر ضد اللعب
والضمِ بعضُ القلـُبِ ~ كان لبعض العربِ
3 ـ لفظ (جوار)
غنــّى وغنــّتـْهُ الجَوارْ ~ بالقرب مني والجـِوارْ
فاستمعوا صوتَ الجـُوارْ ~ ثم انثنوا بالطربِ
بالفتح جمعُ جاريةْ ~ والكسرِ جارٌ داريةْ
والضمِ صوتُ الداعيةْ ~ بويلها والخرْبِ
4 ـ لفظ (حجر)
ملتْ دموعي حَجْري ~ وقلّ فيه حِجري
لو كنتُ كابن حُجري ~ لضاق فيه أدبي
بالفتح حجْرُ الرجلِ ~ والكسر جمع العقل
والضمِ اسمُ النقلِ ~ لرجلٍ منتسبِ
5 ـ لفظ (حرة)
ثـُبتُ بأرضٍ حَرّةْ ~ معروفةٌ بالحِرّةْ
فقلتُ يا ابن الحُرةْ ~ إرثِ لما قد حل بي
بالفتح للحجارة ~ والكسر للحرارةْ
والضم للمختارةْ ~ من الناس في الحُجُبِ
6 ـ لفظ (حلم)
جُد فالأديمُ حَلــْمُ ~ وما بقي لي حِلمُ
وما هنا لي حُلمُ ~ مذ غبتَ يا معذبي
بالفتح جِلدٌ نــُقِبا ~ والكسر عفوُ الاُدَبا
والضم في النوم هَبا ~ حُلمٌ كثيرُ الكذبِ
7 ـ لفظ (حمام)
قولوا لأطيار الحَمامْ ~ يبكينني حتى الحِمامْ
أما ترى يا ابنَ الحُمامْ ~ ما في الهوى من طربِ
بالفتح طيرٌ يهدُرُ ~ والكسر موتٌ يُقدَرُ
والضمِ شخصٌ يُذكَرُ ~ بالاسمِ لا باللقبِ
8 ـ لفظ (خرق)
رامَ سلوكَ الخــَرْقِ ~ معَ الطريقِ الخِرْقِ
إنّ بيانَ الخُرْقِ ~ عند ركوبِ السببِ
بالفتح أرضٌ واسعةْ ~ والكسرِ كفٌ هامعةْ
والضم شخصٌ ما معه ~ شيءٌ من التهَذُبِ
9 ـ لفظ (دعوة)
دعوتُ ربي دعوةْ ~ لما أتى بالدِعوة
فقلتُ عندي دُعوة ~ إن زرتـَني في رجبِ
بالفتح لله دعا ~ والكسر في الأصل الدعا
والضم شيءٌ صُنِعا ~ للأكل عند الطرَبِ
10 ـ لفظ (رقاق)
هذي علامات الرَقاقْ ~ فانظر إلى أهلِ الرِقاقْ
هل ينطقوا قبلَ الرُقاقْ ~ بالصدقِ أم بالكذبِ
بالفتحِ رملٌ متصلْ ~ والكسر خبزٌ قد اُكِلْ
والضم أرضٌ تنفصل ~ على أمان النـُصُبِ
11 ـ لفظ (سبت)
حمِدَ يومَ السبتِ ~ إذ جاء مُحذي السِبتِ
على نبات السُبتِ ~ في المَهْمَهِ المستصعَبِ
بالفتح يومٌ وإذا ~ كسرتـَه فهو الحِذا
والضمِ نبْتٌ وغِذا ~ إذا نشا في الربرَبِ
12 ـ لفظ (سقط)
ناولَ بردَ السَقطِ ~ مِن فيهِ عينَ السِقـْطِ
فلاحَ رميُ السُقطِ ~ وميضُهُ كالشهُبِ
بالفتح ثلجٌ وبرَد ~ والكسرِ نارٌ مِن زنـَد
والسُقطُ بالضمِ الولدْ ~ قبل تمامِ الإرْبِ
13 ـ لفظ (سلام)
بدا فحيا بالسَلام ~ رمى عذولي بالسِلامْ
أشار نحوي بالسُلام ~ بكفه المخضَبِ
بالفتح لفظُ المبتدي ~ والكسرِ صخرُ الجـَلمَدي
والضمِ عِرقٌ في اليدي ~ قد جاء في قول النبي
14 ـ لفظ (سهام)
خدّدَ في يومٍ سَهام ~ قلبي بأمثال السِهام
كالشمسِ ترمي بالسُهام ~ بضوئها واللهَبِ
بالفتح حرٌ قـَوِيا ~ والكسرِ سهمٌ رُميا
والضمِ نورٌ وضيا ~ للشمس عند المغربِ
15 ـ لفظ (شرب)
زلِقتُ نحو الشـَرْبِ ~ فلم اُذَدْ عن شِرْبِ
فانقلبوا بالشـُرْبِ ~ ولم يخافوا غضبي
بالفتح جمعُ الأشربةْ ~ والكسر ماءٌ شـَرِبَهْ
والضمِ ماءُ العِنبةْ ~ عند حضورِ العِنبِ
16 ـ لفظ (شكل)
شاكلَني بالشـَكل ~ تيّمَني بالشِكلِ
غلبني بالشــُكل ِ ~ في حُبـِه والحزب ِ
بالفتح مثلُ المِثل ِ ~ والكسر حُسنُ الدّل ِ
والضم قيدُ البغل ِ ~ خوفـًا من التوثب ِ
17 ـ لفظ (صرة)
صاحبَني في صَرة ِ ~ في ليلة ذي صِرة ِ
وما بقي في صُرتي ~ خردلةٌ من ذهب ِ
بالفتح جمعُ الوَفد ِ ~ والكسر كـُثـْرُ البَرَد ِ
والضم ِ صُرُ النقـْد ِ ~ في ثوبِهِ بالهـُدُب ِ
18 ـ لفظ (صل)
لا تركنـَنْ للصَلّ ِ ~ ولا تثق بالصِلّ ِ
واحذر طعامَ الصُلّ ِ ~ وانهض نهوضَ المُجدِب ِ
صوتُ الحديدِ صَرْصَرا ~ وحيةٌ إن كُسِرا
والماءُ إن تغيرا ~ بضُمّـِها لم يُشرَب ِ
19 ـ لفظ (طلا)
يُسفِرُ عن عينِ الطــَلا ~ ووجنةٍ تحكي الطــِلا
وجـِيدُهُ من الطــُلا ~ غـَيْدًا ولم تحتجب ِ
بالفتح أولادُ الظــِبا ~ والكسرِ خمرٌ شـُرِبَ
والضمِ جــِيْدٌ ضـُرِبَ ~ بحسنهِ جـِيْدُ الظبي
20 ـ لفظ (عرف)
ظبيٌ ذكيُ العَرْفِ ~ وءاخِذ ٌ بالعِرْف ِ
وءامِرٌ بالعُرف ِ ~ سامٍ رفيعُ الرتب ِ
بالفتح عَرْفٌ طيبُ ~ والكسرِ صبرٌ يُندَبُ
والضم ِ قولٌ يجبُ ~ عند ارتكابِ الرِيَب ِ
21 ـ لفظ (غمر)
إن دموعي غـَمْرُ ~ وليس عندي غِمْرُ
فقلتُ يا غـُمرُ ~ أقصِرْ عنِ التعتـُّبِ
بالفتح ماءٌ كثـُرا ~ والكسر حِقدٌ سُترا
والضم شخصٌ ما درى ~ شيئـًا ولم يُجَرِبِ
22 ـ لفظ (قسط)
طارحَني بالقـَسْطِ ~ ولم يزِنْ بالقِسطِ
في فيه عِرقُ القـُسطِ ~ والعنبري المطيَبِ
بالفتح جَورٌ في القضا ~ والكسر عَدلٌ يُرتضى
والضم عُودٌ قـُبـِضا ~ رخاوةً للعَصْبِ
23 ـ لفظ (قمة)
وجدته كالقـَمّةِ ~ في جبلٍ ذي قِمةِ
مُطـَرَّحٌ كالقـُمةِ ~ فقلت هذا مطلبي
بالفتح أخـْذ ُ الناسِ ~ والكسر أعلى الرأسِ
والضم للأكناسِ ~ من المكان الخرِبِ
24 ـ لفظ (كلا)
ضمِنتـُهُ نـَبْتَ الكــَلا ~ بالحفظ مني والكِلا
فشجّ قلبي والكــُلا ~ عمدًا ولم يراقبِ
بالفتح نـَبْتٌ للكــَلا ~ والكسر حفظٌ للوِلا
والضم جمعٌ للكِلا ~ مِن كل حيٍ ذي أبِ
25 ـ لفظ (كلام)
تيّمَ قلبي بالكــَلام ~ وفي الحشا منه كِلامْ
فصرتُ في أرضٍ كــُلامْ ~ لكي أنالَ مطلبي
بالفتح قولٌ يُفهَمُ ~ والكسرِ جرحٌ مؤلمُ
والضم أرضٌ تـَبرُمُ ~ لشدة التصلبِ
26 ـ لفظ (لمة)
كأنّ ما بي لــَمّة ْ ~ مذ شابَ شعرُ اللــِمّة ْ
وما بقي لي لــُمة ~ ولا لقي مِن نـَصَب ِ
بالفتح خوفُ البأس ِ ~ والكسرِ شـَعرُ الرأس ِ
والضم جمعُ الناس ِ ~ ما بين شيخٍ وصبي
27 ـ لفظ (لحا)
زاد كثيرًا في اللــَحا ~ مِن بَعد تقشيرِ اللِحا
لما رأى شـَيبَ اللــُحا ~ صرَمَ حبلَ النسب ِ
بالفتح قول العُذ َّل ِ ~ والكسر لـَحْيُ الرجل ِ
والضم شعراتٌ تلي ~ لـَحْيَ الفتى والأشيَبِ
28 ـ لفظ (مسك)
لما أصاب مَسْكي ~ فاح عبيرُ المِسك ِ
فكان منه مُسكي ~ وراحتي مِن تعبِ
بالفتح ظـَهْرُ الجِلد ِ ~ والكسرِ طِيْبُ الهِند ِ
والضم ما لا يبدي ~ مِن راحة المستـَوْهِبِ
29 ـ لفظ (ملا)
سار مُجِدّا في المــَلا ~ وأبحُرُ الشوق مــِلا
ولــُبْسُه لِيْنُ المــُلا ~ فقلتُ يا للعجب ِ
بالفتح جمعُ البشر ِ ~ والكسر ماءُ الأبحُر ِ
والضم ثوبُ العبقري ~ مرصّعٌ بالذهب

## روابط خارجيّة
- قُطرُب | موقع لاستخراج تصريف الأفعال العربيَّة.
- الموسوعة المعرفية الشاملة.